# Jewhen Tschernenko
Jewhen Wassyljowytsch Tschernenko (ukrainisch Євген Васильович Черненко, wissenschaftliche Transliteration Jevhen Vasylʹovyč Černenko; geboren am 5. Oktober 1934 in Buda, Rajon Malyn, Oblast Schytomyr; gestorben am 3. Januar 2007 in Kiew) war ein ukrainischer Archäologe. Er war Professor für Archäologie an der Nationalen Taras-Schewtschenko-Universität in Kiew und ein international anerkannter Experte für die Archäologie der Skythen.

## Werdegang
Jewhen Tschernenko wurde in der Ortschaft Buda im Rajon Malyn in der Ukrainischen SSR geboren. Während seiner Evakuierung in den Oblast Orenburg im Verlauf des Zweiten Weltkriegs las er die Arbeiten des deutschen Archäologen Heinrich Schliemann, die großen Eindruck auf ihn machten.
Tschernenko machte seinen Abschluss in Geschichte an der Universität Kiew im Jahr 1958. Im Anschluss ging er an die Abteilung für Skythische Archäologie des Instituts für Archäologie an der Nationalen Akademie der Wissenschaften der Ukraine, mit dem er für den Rest seines Lebens verbunden blieb. Sein postgraduales Studium nahm er 1960 auf und schloss es 1966 mit der Promotion ab. Seine Dissertation galt der militärischen Ausrüstung der Skythen.
Ab 1970 war Tschernenko wissenschaftlicher Mitarbeiter am Institut für Archäologie der Nationalen Akademie. Von 1981 bis 1986 leitete er die Abteilung für Archäologie der Frühen Eisenzeit. Unter den Ausgrabungen, an denen er teilnahm, ist die des skythischen Kurgans Tovsta Mogila (Oblast Dnipropetrowsk) im Jahr 1971 hervorzuheben.
Tschernenko, dessen Arbeiten auf dem Gebiet des skythischen Militärwesens in allen Standardwerken zitiert werden, wurde im Jahr 1988 Korrespondierendes Mitglied des Deutschen Archäologischen Instituts, 1992 wurde er zum Professor ernannt.
Während seiner Karriere veröffentlichte Tschernenko zahlreiche Artikel und Bücher und betreute Doktorarbeiten am Institut für Archäologie und am  Krymskyi-Institut der Nationalen Akademie.

## Veröffentlichungen (Auswahl)
Eine Bibliographie mit über 180 Artikeln und Büchern Tschernenkos stellten Serhij A. Skorij und Oleksandr W. Symonenko zusammen.
- The Skythians 700–300 BC (= Men at Arms Series. Band 137). Osprey, London 1984, ISBN 0-85045-478-6 (PDF).
- Die Schutzwaffen der Skythen (= Prähistorische Bronzefunde. Band 3). Steiner, Stuttgart 2006, ISBN 3-515-08659-5.